# Retro Studios
Retro Studios, Inc. é uma desenvolvedora de jogos eletrônicos norte-americana e subsidiária da Nintendo com sede em Austin, no Texas. A empresa foi fundada em Outubro de 1998 pelo veterano de videogames Jeff Spangenberg depois de deixar Acclaim Entertainment, como um estúdio independente de fazer jogos exclusivamente para a Nintendo. 
O estúdio começou com quatro projetos do Nintendo GameCube que tiveram um desenvolvimento caótico e improdutivo, que não impressionou o produtor da Nintendo, Shigeru Miyamoto. Porém, ele se impressionou com um motor de jogo feito pela Retro e sugeriu a eles para criar um novo jogo da série Metroid. Eventualmente, os quatro jogos em desenvolvimento foram cancelados assim Retro poderia se concentrar apenas em Metroid Prime, que foi lançado para o GameCube em 2002, o mesmo ano que a Nintendo adquiriu o estúdio completamente com a compra da maioria das ações de Spangenberg. Retro, desde então, desenvolveu duas continuações para Metroid Prime, Metroid Prime 2: Echoes e Metroid Prime 3: Corruption, a compilação Metroid Prime: Trilogy, e o renascimento de outra série Nintendo, Donkey Kong Country Returns. O estúdio também colaborou com o desenvolvimento de Metroid Prime Hunters e Mario Kart 7. A Retro está desenvolvendo o jogo Metroid Prime 4: Beyond.

## Jogos
| Ano  | Título                               | Gênero        | Plataforma        | Diretor       |
| ---- | ------------------------------------ | ------------- | ----------------- | ------------- |
| 2002 | Metroid Prime                        | Ação-aventura | Nintendo GameCube | Mark Pacini   |
| 2004 | Metroid Prime 2: Echoes              | Ação-aventura | Nintendo GameCube | Mark Pacini   |
| 2007 | Metroid Prime 3: Corruption          | Ação-aventura | Wii               | Mark Pacini   |
| 2009 | Metroid Prime: Trilogy               | Ação-aventura | Wii               | Mark Pacini   |
| 2010 | Donkey Kong Country Returns          | Plataforma    | Wii               | Bryan Walker  |
| 2011 | Mario Kart 7                         | Corrida       | Nintendo 3DS      | Kosuke Yabuki |
| 2014 | Donkey Kong Country: Tropical Freeze | Plataforma    | Wii U             | Ryan Harris   |
| 2025 | Metroid Prime 4: Beyond              | Ação-aventura | Nintendo Switch   |               |